# コンポスター

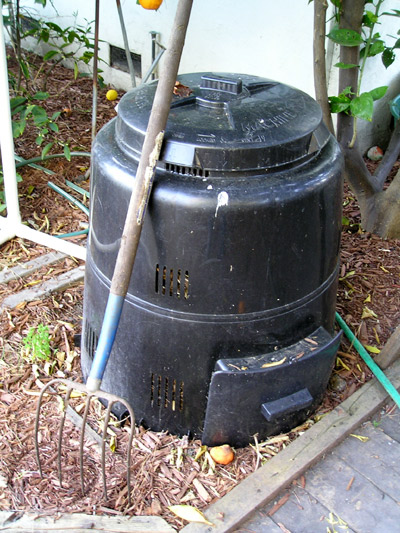
生ごみ堆肥化容器

コンポスター (composter、堆肥箱) は、広義的には家庭から排出される生ごみなどの有機物を分解し堆肥をつくる家電製品（生ごみ処理機）または装置。狭義には庭などにプラスチック製の円柱を埋め込む「生ごみ堆肥化容器」。

## 目的と意義
コンポスターを使う意義は、省エネルギー、生ゴミの減量化と再資源化にある。
生ゴミのほとんど (約80%w.b.) は水分である。このため、焼却施設で処理を行うと、水分を蒸発させるために大きなエネルギーを要する。生ごみをコンポスターに集めることで、乾燥や発酵による熱で水分量が減るため、生ごみの水分を蒸発させるためのエネルギーを省くことができる。しかし、電動式コンポスター（生ゴミ処理機）を利用する場合は、各家庭で電気エネルギーを使用することから一概によいとはいえない。
減量化に関しては、生ゴミの水分を蒸発させかつ易分解性有機物を二酸化炭素や水に変換できるため、生ゴミのほとんどを減量化できる。また、減量化によって残ったものは堆肥であり、生ゴミの再資源化ができる。

## 分解方法による分類
コンポスターは、微生物によって生ゴミ等を分解し処理を行う方法である。大きく分けて二種類の分解方法がある。「好気性微生物」による分解と、「嫌気性微生物」による分解である。

### 好気型と嫌気型
好気型コンポスターと嫌気型コンポスターの違いは、有機物を分解する微生物の種類である。好気型コンポスターは好気性微生物によって分解され、嫌気型コンポスターは嫌気性微生物によって分解される。この微生物の違いが、好気型コンポスターと嫌気型コンポスターの違いになる。両タイプとも微生物を使用する為、環境次第では微生物分解が行われないこともあるため、最低限のメンテナンスを要する。

### 好気型コンポスター
好気型は、好気性微生物によって生ゴミの分解を行う。好気性微生物は分解を行う際、酸素を必要とするタイプである。そのため、好気型コンポスター装置は生ゴミ等に酸素供給を行う機能が備わっており、攪拌機能や送気機能などがそれに当たる。攪拌を手動で行うタイプもある。また、好気性微生物の活性が高くなる温度帯が40℃前後と60℃前後にあるため、加熱機能を持つコンポスターも多い。保温性が高いコンポスターならば、微生物の自己発熱によって40℃以上になることもある。バイオ式生ゴミ処理機は好気型コンポスターに分類される。
好気性微生物は、呼吸代謝によって分解を行うため酸素を要求する。そのため、酸素を供給する機能として、送気や攪拌機能が求められる。また、好気性微生物の活性が高くなる温度は40℃前後と60℃前後にある。そこで、分解速度を上げるために、温度を40℃前後に上げるため、加熱機能または保温性が求められる。好気型コンポスターは、要求する機能は多いがメリットも大きい。
- 分解速度が高い - 1・2週間でほとんどの有機物が分解される。
- 良質な堆肥が得られる - 土壌中に1ヶ月ほど埋める追熟は必要なものの、良質な堆肥が出来る。
- 悪臭が少ない - 独特の発酵臭はするものの、生ごみ特有の悪臭はない。
- コストがかかる - 家電機器タイプのものはイニシャルコストが高く、電気代やチップなどランニングコストもかかる。
- 屋内における - タイプにもよるが、脱臭機能さえしっかりしていれば屋内に置くことが可能。

### 嫌気型コンポスター
嫌気型は、嫌気性微生物によって生ゴミの分解を行う。嫌気性微生物は、好気性微生物と比較して酸素の供給が必要でないため密閉型であり、また温度も常温でよいため機械的な装置をあまり要求しない。
嫌気性微生物は、酸素を要求しない発酵代謝によって分解が行われ、分解温度も常温で行われる。そのため、要求される機能は少ないが、デメリットもある。
- 手間がかからない - 好気型コンポスターと違い、要求される機能が少ない。
- コストがかからない - プラスチック製のタイプが多く、電気なども必要としないためコストは比較的かからない。
- 悪臭がする - 嫌気性微生物による分解は悪臭を発するため、密閉機能が高くなければ屋内には置けない。

## 生ごみ堆肥化容器

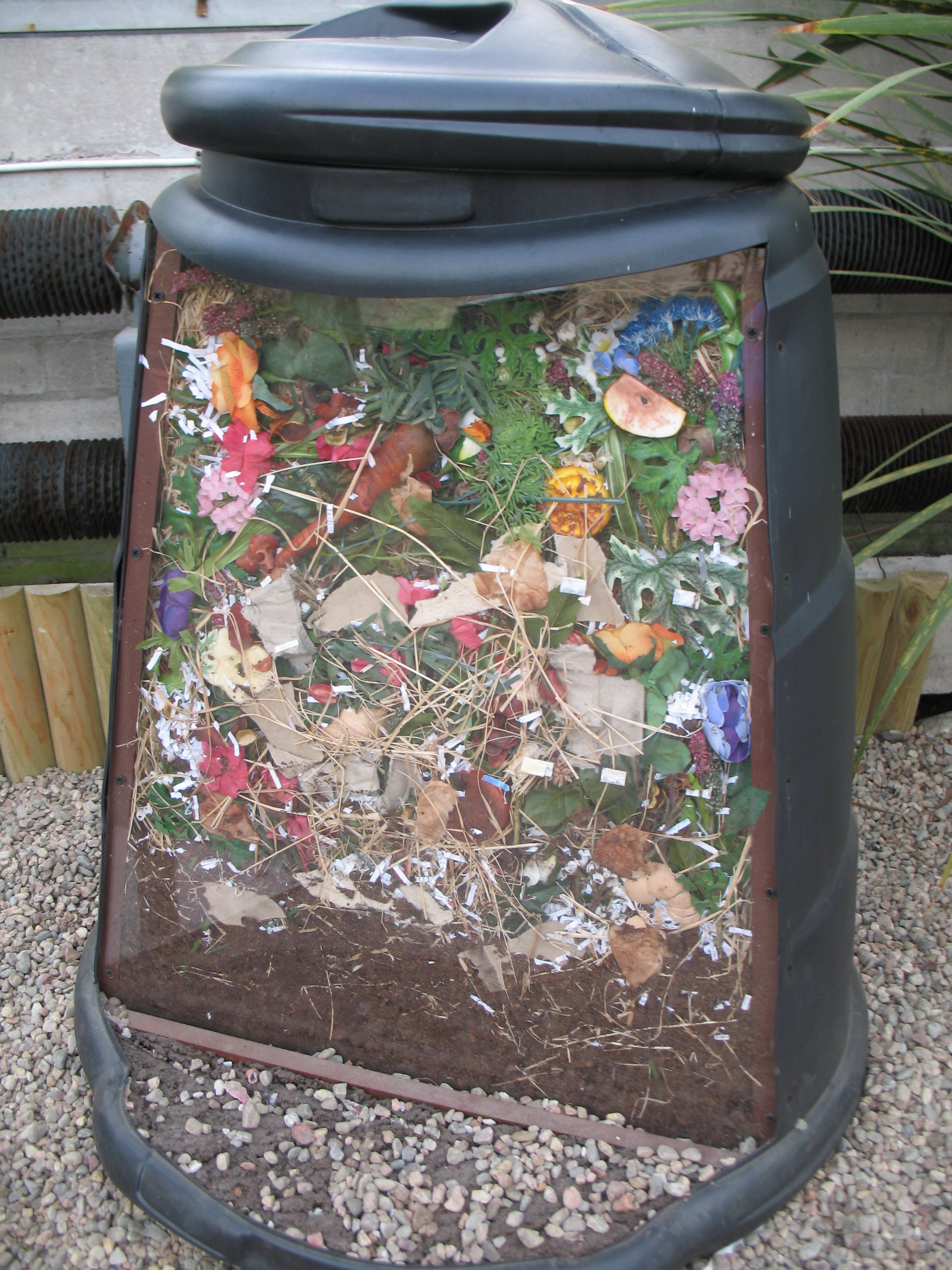
コンポスターの断面

庭などにプラスチック製の円柱を埋め込み堆肥を作る容器。このタイプのコンポスターは、攪拌と水分の調整などをしっかりと行っていれば好気型コンポスターとなるが、攪拌不足や水分過多による通気性の阻害によって酸素供給が阻害されると、悪臭を発し分解速度の遅い嫌気型コンポスターとなってしまう。嫌気型コンポスターでも、生ごみは分解され堆肥はできるが、好気型と比較すると品質の落ちるものになってしまう。また、好気時、嫌気時ともに、密閉をしっかりとしないと虫などが湧いてしまう。これらのため、生ごみ堆肥化容器は、保守管理が重要である。
生ごみを投入した直後は、生ごみを堆肥化容器内の微生物に触れさせ分解効率を高めるためよく攪拌を行う。また、生ごみ投入後は最も微生物が酸素を要求する時であるから、いつもよりも攪拌の頻度を増したほうがよい。
生ごみを投入していない時期は、攪拌の頻度は少なくてもよい。
水分に関して、最も気をつけなければいけないのは水分過多である。これは、生ごみのほとんどが水分であることに起因する。生ごみの含水率は80%w.b.以上であり、これは乾物質量1に対して水分が4以上である。そのため、できる限り生ごみの水分を切ってから、投入することが望ましい。もしも、水分過多になってしまった場合は、乾燥した資材を混ぜることによって水分割合（含水率）低下させて、通気性を改善する。資材は、市販のチップに限らず、乾燥した落ち葉やおが粉などの乾燥した有機物であれば可能である。逆に、しばらく使用しなかったため水分不足になってしまった場合には、加水が必要である。目安は土を握って形が崩れない程度がよいとされている。
また、投入する生ごみは、できる限り細かくして単位体積あたりの表面積を大きくしたほうが分解効率が上がる。これは生ごみを分解する微生物が付着する面積が広がるためである。
良好な好気型の分解が進むためには、温度が要求される。電動式の生ごみ処理機の場合には、堆肥化が促進される40℃前後もしくは60℃前後まで温度を上昇させる機能がついているが、生ごみ堆肥化容器はそれらの機能がなく温度の上昇の方法は、好気性微生物による自己発熱によるところが大きい。そのため、できる限り保温性の高い生ごみ処理容器の利用や、温度が高い日のあたる場所への設置が好ましい。条件が整えば、60℃近くまで温度が上昇することもある。しかし、夏場に関しては温度が上昇しすぎる場合があるので、上蓋を外すなどの対策が必要である（その際は、虫が入らないように注意）。
自治体によっては、堆肥化容器に補助を行うところもあるが、自宅に庭などが無い、そもそも自宅での家庭菜園や花壇つくりなどに興味が無く堆肥を作る意義も感じない、どうしても寄ってきがちな虫が苦手で生ゴミを家で処理することをやりたくないという意見もある。